# روز عزیز
روز عزیز فیلمی اجتماعی و مذهبی به کارگردانی محسن توکلی،محصول سال ۱۳۹۱ ایران است.

## خلاصه داستان
"روز عزیز" داستان پیرزنی به نام ملوک است که آرزو دارد در آخرین روزهای عمرش مراسم پختن غذای نذری را در خانه‌اش برگزار کند اما از طرفی فرزندانش که با هم قهر هستند برآورده شدن این آرزو را با مشکل روبرو کرده‌اند و...

## بازیگران
- مینا جعفرزاده
- الیزابت امینی
- افشین نخعی
- مانی حیدری
- فرهاد بشارتی
- آزاده ریاضی
- نازنین دلرابد
- فرهاد متقی
- عصمت رضاپور
- محمد اعلایی

## دربارهٔ فیلم
این فیلم در پاییز ۱۳۹۱ تولید شده است و از شبکه های شبکه یک،شبکه دو و شبکه سه سیما پخش شده است.
فیلم در ژانر اجتماعی و مذهبی است و تمامی فیلمبرداری آن در شهر تهران بوده است.
عوامل پشت دوربین مدیرتولید: محمد رضا نجفی و اکرم رضایی، مدیر تصویربرداری: حسن سلطانی، مدیر صدابرداری: محمد رضا حسینی، طراح گریم: شهرام خاج، طراح لباس: حسن روح پروری،
برنامه‌ریز: نرجس ابراهیمی، دستیار اول کارگردان: قاسم صالحی و دستیار دوم کارگردان: پیمان داورپناه اشاره کرد.